# A-BOUT!
『A-BOUT!』（アバウト）は、市川マサによる日本の漫画作品。『週刊少年マガジン』（講談社）にて2009年52号から2013年24号まで連載され、同年28号から2014年15号まで第二部・二年生編『A-BOUT!!〜朝桐大活躍編〜』（アバウト あさぎりだいかつやくへん）として連載された。話数表示は「BOUT ○」。単行本は第1部が全19巻、第2部は全5巻。
サブタイトルは日本で有名な作品からのパロディ的な趣向の要素が含まれており、第1話から第39話までが『ウルトラマン』、第40話から第65話までが『新世紀エヴァンゲリオン』、第66話から第114話までが『ウルトラセブン』、第115話から第157話までが『機動戦士ガンダム』、第158話から『特命係長 只野仁』のパロディになっている。
2014年3月12日発売の『マガジン』2014年15号にて、先週号の予告がなく突然の打ち切りともいえるような展開で最終回を迎えた。また、『マガジンSPECIAL』No.5とNo.6にて、その後の特別番外編が掲載された。
2021年より2022年まで、本編から約10年後が舞台の続編『A-BOUT!!SURF』（アバウト サーフ）を連載。
2022年3月時点で単行本のシリーズ累計部数は200万部を突破している。

## 概要
ジャンルとしてはいわゆるヤンキー漫画であり、『週刊少年マガジン』に近年不足しがちなヤンキー成分を補っている。
学校、学年などのしがらみに囚われず、誰にも屈することなく自由に生きることを目指す不良少年たちの戦いの日々を描く一方で、等身大の高校生らしい平凡で何気ない日常も描いており「シリアス」と「ギャグ」を併せ持ったマルチな作風が特徴。
本作では主人公による「バカ」が主なテーマとなっており、ジャンルとしても「バカ不良マンガ」と表記されることが半ば恒例となっている。
作中で連載時に流行している、あるいは旧世代に流行していたものや時事ネタなどといった世相を風刺するネタも作中の随所でよく見られる。さらに加えて連載誌である『マガジン』でともに連載中であった瀬尾公治の漫画作品『君のいる町』（略称『君町』）を筆頭に他作品のタイトルが出たり、無茶苦茶なギャグも盛り込まれる。
また、同誌『マガジン』にて連載中の西本英雄のルポ漫画『西本英雄のマガジン調査隊（仮） もう、しませんから。』（略称『もう、しま』）および『読者専用検索エンジン ちょっと盛りました。』（略称『ちょい盛り』）（にしもとひでお名義）にて、作者の市川のことや登場人物のモデルについて触れられている（後に一部の内容が『A-BOUT!』16巻に収録された）。また、『ちょい盛り』によれば、本作の舞台が上野（厳密には川崎など色々な町を織り交ぜたイメージで描いている）であることが明かされている。
2021年に連載を開始した続編『A-BOUT!!SURF』は初代『A-BOUT』から約10年後が舞台のサーフィン漫画となっている。

## あらすじ

### A-BOUT!!
泣く子も黙る『戦闘地域』である不良学校・光嶺高校（みつみねこうこう）にやってきた一人の転校生、朝桐真之輔。
学年による序列が絶対とされるこの学校で「不良少年」として伝説を作るべく転校初日から大騒動を巻き起こした朝桐は、一年生の強豪・柾木や砂原、そして最高学年である三年生の「帝王」樋口からも一目置かれる存在になっていく。やがて樋口派幹部「不死身」の東郷、武闘派チーム「LSD」の降井、砂原・柾木のかつての兄貴分である北条などの強敵との戦いを経て成長した朝桐は、光嶺ナンバーワンを決める三年生同士の戦いに乱入し、樋口と雌雄を決する。

### A-BOUT!!〜朝桐大活躍編〜
樋口との戦いから時が経ち、2年生になった朝桐。
かつての三年生が卒業したことで退屈な日々を送っていた朝桐だったが、光嶺に一癖も二癖もある新一年生が入学してきたことで再び闘志を取り戻す。
数々の死闘を制した朝桐は、かつての三年生の一人・吉岡や、現・光嶺のトップとなった東郷との再戦に臨む。

### A-BOUT!!SURF
光嶺での高校生時代から約10年後。かつての不良たちも「オトナ」になり、社会と折り合いをつけながらそれぞれの生活を送っていたが、29歳となった朝桐はいまだに自分の生き方を見つけられずに居た。
光嶺時代の友人たちの職場を転々とするも長続きせず無職となっていた朝桐は、あるとき海で溺れそうになっていた少年を助けようとした際に、伝説の老サーファーである緒環　波平(おだまき　なみへい)と出会う。ひょんなことから波平の経営する民宿「おだまき」で働くこととなった朝桐は、次第にサーフィンの魅力に取りつかれていき「海」という壮大な敵に挑むようになる。

## 登場人物

### 光嶺高校（みつみねこうこう）
正式名称「私立光嶺高等学校」。他県にまで名を轟かすほどの不良達が集う「戦闘地域」で、三年生を頂点とした派閥が複数存在し、生徒の殆どはその傘下にある。そのため校内でも抗争が絶えず、多くの生徒が中退してしまうため、マトモに卒業できるのは一握りである。
本校の出入りが許されているのは一部の例外を除いて現役の光嶺の生徒のみでそれ以外の者は（卒業生・中退者であっても）出入り禁止とされており、侵入者は必ず「生かして返さずに始末する」という掟がある。なお、他校の生徒と仲良くすることには否定的なため、如何なる理由があろうと生徒が光嶺に弓を引くことも掟に反し、かつて楷統高校との抗争において川地に味方した北条が樋口と吉岡によって粛清されている。
不良高校ゆえに周囲の一般人からは評判が悪く、アルバイトを志望する際、「光嶺の生徒」というだけで面接すらさせてもらえないほど。
学生服は学ラン（詰襟）。大門寺軍団団員の2人は、光嶺の偏差値は高くはないらしい発言をしている。
校舎裏の一角にある使い古された「スコアボード」は、連絡用に使用されており、上級生が下級生に対してメッセージを発信するために使われている。その内容は絶対であり、「命令」そのもの。三年生と一部の二年生のみ使用が許可されている。そのため、光嶺の生徒にとっては特別な意味を持つ。

#### 朝桐派
他の派閥とは違い、朝桐と、彼と組むメンバーを指す。
別名は6巻のおまけ漫画にて命名された「聖ギリアサfeat.大&K」（セイントギリアサフィーチャリング だいアンドケイ）。ただし「朝桐派」は一年最強決定戦における六田の発言によるものが発端であり、便宜上の分類としての意味合いが強く、メンバーが朝桐派を名乗るシーンはない。
朝桐真之輔（あさぎり しんのすけ）
- 通称、異名：「Mr.ミツミネ朝桐」・「ケンカブリトニー」(意味は不明である)

本作の主人公。1年D組。伝説を作るため、不良の巣窟・光嶺高校に自ら転校してきた、究極の「ジコチュー男」。いい加減で子供っぽい言動が目立つがケンカの腕は本物であり、心の底には熱いものも秘めているため、自然と周囲には仲間が集うようになる。一方で空気を読むことが苦手で肝心なところを忘れていることが多い（バカである）ため、実力の割に周囲からの評価は微妙なものになっている。一方、繊細で寂しがり屋な面も持つため、ことあるごとに舎弟作りに奔走したり、仲間を呼び出してはファミレス「ジェニーズ」や自分の行きたいところに連れ回している。
ジャンバラヤが大好物で嫌いな食べ物は冷凍みかん。携帯電話は持っておらず、いつもオニギリの携帯を使用している。同誌にて連載中の作品・ドラマ版（劇中劇の扱い）『君町』の大ファンで、柚希派。
終盤にて、樋口との光嶺の頂点の座をかけて死闘を演じるも敗北。光嶺に愛されたその勇姿から童門に「Mr.ミツミネ」の称号を与えられる。
『第2章』では自分一人だけ留年してしまい、新入生から狙われる破目になる。後に留年したのが校長の手違いによるものであることが判明し二年生に編入しなおされる。しかし、後に今までの自己中心的な振る舞いが仇となってその分のツケが回り、終盤卒業した吉岡に頼み込んで決闘を演じようとするもカッコ悪い姿をさらしたまま物語の幕は閉じた。しかし、後に描かれた東郷との対決では死闘を演じ、決着がつかないままで物語の幕は閉じるという汚名挽回を果たす。
『SURF』では29歳になっているが、色々な仕事を転々とした後、無職になっている。
光嶺に転校してくる前の学校や、生い立ち・家族関係などについては一切不明だが中学時代は肥満体の不良だった模様。第一部途中から一応童門派。
作者によれば、「モデルはいない」とのこと。また、本作の連載前の朝桐の設定が、真ん中分けの長髪で眼鏡をかけた容貌であり、中学時代はワルだったことを隠しているキャラであった。さらに、その不良時代に憧れる相棒を、もう1人の主人公として登場させる予定であったと語っている。
瀬下聖矢（せした せいや）
- 通称、異名：「技のデパート」・「ハナノアナ」（そう呼ぶのは朝桐だけ）

本作の狂言回し的なポジション。1年D組。
朝桐のクラスメイトで、光嶺の実情や要注意人物についての知識も豊富な情報通。要注意人物について記してある「マル危人物手帳」を所持している（本人曰く「光嶺で生きていくための必需品」）。黒縁眼鏡をかけた坊主頭が特徴で、一見すると地味な風貌の解説キャラだが喧嘩に関しては砂原も一目置くほどの腕前で、田代に「技のデパート」と比喩されたのも、得意技である「デンプシー」を始め、多種多様な技をこなすことから。実際に一年最強決定戦に飛び入りする形で喜多島を撃破したり、チームイーター数名を連破したりと朝桐や砂原にこそ及ばないものの実力は高い。
猛者ぞろいの光嶺高校の中で無難にやり過ごすために敢えて中立的な立場を守り続けていた。その後朝桐と関わるうちに次第に熱いものを取り戻していき、なんだかんだで彼とつるむようになる。一歩退いた冷静な性格の常識人で、ツッコミ役を多く務めるほか情にも篤く、文句を言いつつもフォローにまわる男気をもつ。朝桐に厳しくしながらも、朝桐のバカさ加減をうまく調整し、手懐けて納得させるほどにまで朝桐を上手く扱える。
母親と妹はそっくりの顔で、妹は本人に間違われて朝桐に殴られるなどの被害を受けている（これが原因で朝桐との絶交の危機になったこともある）。単行本3巻で家庭は貧乏と発言しているが、第1話でモンハンを持っている発言をしたり、携帯電話を持っていたり、ファミレスで食事する描写があるあたり、それほど貧困というわけでもないようである。
砂原とは同じ中学出身で、中学時代のアダ名はアナゴさん（大きい鼻と分厚い唇の持ち主のため。ちなみにこの事を知った朝桐にハナノアナゴさんと呼ばれた）で、カリスマビジュアル系バンド「ハラキリ」のボーカル「A-NAGO」として活躍していたという意外な経歴を持つ。元ハラキリの仲間と再会した際、「音楽を捨てた」と言っているが、それは「最初は順調だったバンドが、ルックス重視に路線変更した事が原因で瀬下は解雇された」ことが判明した（これが原因で光嶺に流れ着いた可能性もある）。
『SURF』では、29歳時点で工場長として働いている。
砂原竜介（すなはら りゅうすけ）
- 通称、異名：「悪魔のハイキック」

樋口派1年のトップで、後に朝桐派のブレーン役となる人物。
光嶺の帝王・樋口のもとで、「数に勝るものはない」という信条を持ち、80人以上の不良を従える「砂原軍団」を築き上げたが、朝桐に影響され解散。朝桐と行動を共にするようになる。得意技は「ナイマン蹴り」。瀬下のマル危人物手帳によれば組織力・守備力が高く、砂原軍団や朝桐派の指揮を執ったり、喧嘩では打たれ強さも垣間見られる。
甲斐先輩を倒した朝桐に興味を持ち、樋口派の一年生代表として自分の陣営に取り込もうとするが断られたため敵対関係になる。その後柾木や瀬下と死闘を演じた後朝桐に敗れる。その際に、かつて自分が憧れていた男と同じことを朝桐に言われたため、樋口派の庇護と軍団を捨て朝桐の仲間になる。後に朝桐とは一年最強決定戦・決勝で再戦を果たし敗れた。
中学時代は柾木と同じく北条の舎弟であったが後に袂を分かっており、砂原が北条の敵である樋口に付いたため犬猿の仲であった。朝桐の仲間入りをしてからは次第に以前の関係を取り戻していき、ときには中学時代のように共闘関係を結ぶことも。打倒樋口のために朝桐と組むものの野心は捨てておらず「最後に勝つのは自分だ」と言っている。朝桐曰く舎弟3号。
瀬下とは同じ中学出身で、彼のバンド時代も知っている。
北条の影響により、「カッコイイとは何か」をテーマにした不良美学を追求している。読書家でゲームはやらない。不良ゆえに一般人と絡むことは基本的にないが、オニギリに対しては初対面時にバイクの話で盛り上がったりするなど柔軟な面もある。
『SURF』では、29歳時点で建築系デザイン事務所の経営者になっている。
柾木千春（まさき ちはる）
- 通称、異名：「（金色の）凶犬」

瀬下曰く「1年生で一番ヤバい奴」。
上下関係が絶対の光嶺高校の中で上級生に従っていない稀有な存在でもある。砂原とはライバル関係にあった。
あるとき自身が砂原軍団に襲われた際に朝桐に助けられ、彼に興味を持つようになる。行動をともにするうちに朝桐の実力を冷静に評価し「自分より強い」と認め、打倒樋口の切り札として監視するようになる。転校初日の朝桐に早々接触した瀬下を除けば、最初に朝桐の仲間に加わった人物である。
かつて二年生の生徒（仁宮）に火をつけて焼き殺そうとしたという噂があるが、実際に火をつけようとしていたのは自分ではなく二年生の生徒の方だったという事実が後に判明する。
かつての兄貴分・北条との付き合いは砂原よりも長く、砂原同様3年の樋口との因縁は深い。また、以前は砂原とコンビを組み、「最凶コンビ」とおそれられていた。
ケンカの仕方はかなりヤバめで、命知らずなところがある。怒らせると誰よりも怖い。
日給1万円でクラブ「プロジェクト・ブルー」のバウンサーのバイトをしており、そのオーナーであるタケさんとは昔からの知人。このエピソードで両親がいないことが判明したが、その詳細は不明。
北条と再会し、北条がチームイーターのボスであることを知った際には北条側に寝返った。その行き当たりで朝桐との初めてのタイマンをする。依然朝桐が自分より強いことを承知で挑み、その末に敗北。チームイーターの一件後、再び光嶺に戻る。
朝桐曰く舎弟2号（テト）。4月29日（昭和の日）生まれ。
趣味は携帯ゲーム（ニンテンドーDS）とナイフ収集。「凶犬」の異名を持つも好物は野菜と魚で、肉が嫌い。本嫌いでもある。
『SURF』では、29歳時点でバーの経営者になっている。
桑村勝夫（くわむら かつお）
砂原軍団・幹部の一人。砂原に心酔し、朝桐と敵対する。坊主刈りと右目に傷があるのが特徴。
砂原軍団解散後は、朝桐に敗北し、その軍門に下った砂原を憎むこともあったが、最終的には再び損得抜きで彼に忠義を尽くすようになる（その健気さは報われぬままだが）。砂原たちとは、ともに修羅場を潜り抜けていくうちに「仲間」として認められていくが、桑村自身は怪物揃いの仲間たちの持つプレッシャーに気圧されてしまうことが多い。彼らにこそ劣るものの1年生としては充分な実力を持ち、作中では単独で秋山ら童門派1年生3人を倒すエピソードも描かれた。さらに、第二部では新入生たちに朝桐が過去に依永を陥れた当時の記事を流布するように扇動するなど、人心掌握に優れている一面もある。
朝桐の実力も認めてはいるものの、なかなか自分のことを覚えない（オニギリと間違えられる）ため苛立ちを募らせている。一方、瀬下ほどではないものの、朝桐を上手い話に付け込んで納得させることもできる（楷統高校の生徒を倒せば名が広がるなど）。
LSDとの決戦以後はネタキャラと化してしまった、愛すべき存在である。『君町』では明日香派。
楷統高校の菊田とは同じ中学出身で、かつてはライバル関係だった。
詳細は不明だが、右目の傷は3年前に付いたものである。
『SURF』では、29歳時点で砂原の建築系デザイン事務所で働いているほか、バ美肉おじさん(バーチャルYouTuber)「クワナムラミ」として活動をしている一面も持つ。

##### 大門寺軍団
大門寺裕次郎（だいもんじ ゆうじろう）
- 通称、異名：「男気一本道」

リーゼントヘアと長ラン・木刀に加え、義理人情を重んじる性格の古風なスタイルの不良。自称「大門寺軍団」の団長だが、団員は中学時代の同級生でまじめで気弱な一般生徒2人のみ。
朝桐同様にバカな言動が目立つため周囲からの評価は低いが、その正体は上級生の命令で邪魔者を秘密裏に排除する始末人で、隠された実力は本物。そのため二年生・山城が送り込んだ刺客として朝桐を襲うが、実際は団員の二人を守るためやむを得ず従っていたということが判明し、後に和解する。その後はなんだかんだで朝桐たちと交流することが多く、協力して敵に立ち向かうことも多い。チームイーター戦では大敗ではあったものの久葉に一撃を入れ「やるじゃない」と言わしめた。
朝桐一行ご用達のファミレス「ジェニーズ」のキッチンでアルバイトをしており、仕事中はコック帽を着用しているがリーゼントヘアを無理矢理押し込んでいるため、帽子着用時はジャムおじさん、帽子を取るとサザエさんのような頭になってしまう。
平林（ひらばやし）・若林（わかばやし）
大門寺軍団団員。常に2人セットで登場する。大門寺とは同じ中学。他の生徒とは違い、ネクタイをしているのが特徴。細い眉毛に垂れ目の三白眼が平林、太い眉毛に釣り目の三白眼と雀斑があるのが若林。
受験時代、光嶺しか受からず落ち込んでいたところを「光嶺で男を磨け」「一人前の男になるまで俺が守ってやる!!」と大門寺に励まされてから彼に心酔し、進学を決めたという経緯を持つ。しかし、大門寺から昇降口で特訓させられたり、校庭で乾布摩擦をやらされたりと厳しくシゴかれている。
全くもって武闘派ではないが、大門寺が2年生の命令で朝桐と死闘を演じ瀕死状態の大門寺を見て彼を思い、非力ながらも朝桐に挑むという度胸を見せた。和解後は朝桐達と普通に交流している。

#### 樋口派
樋口（ひぐち）
- 通称、異名：「帝王」

光嶺高校のトップに君臨する学園最強の男にして、光嶺の「帝王」。
ゴーグル付きのフードで顔を隠しているなどその素性には謎が多いが、戦闘力・統率力共にずば抜けた能力を持つ。詳細は不明だが、額にはかつて北条によってつけられた大きな傷跡がある。
朝桐との初対面時に、朝桐が自身に無礼な行動をとったこととは別に、朝桐にある「何か」を感じて試しに手を下すが、その直後に朝桐が無意識に繰り出したパンチにより、奥歯を折られる。そこから朝桐に「光嶺で何をやらかすか」可能性を見出し、一目置くようになる。
大変な自信家であり、小物は相手にしない主義なため、自らが手を下す相手に対して「（俺の手を煩わせた事を）自慢していいぜ」と投げかける癖がある。
中学時代の柾木や砂原の兄貴分・北条とは過去に因縁がある。
甲斐に「人を殺せる」と比喩される程の威力の右ハイキックを得意技としており、作中屈指のタフさを誇る朝桐やLSDの副代表の丘下を一撃で倒した。
以前は吉岡とコンビを組んでおり、旧綾瀬派（遥の兄）の1人であったことが窺える。また、甲斐と一度交戦しており、勝負がつかなくなるほどの戦いを繰り広げていた。これは、甲斐が「光嶺の看板と派閥を背負う者の重みと意地」からきていることによるものであり、朝桐との再戦時にも、朝桐に光嶺現トップである自身の重みについて語っている。
第一部終盤、光嶺の最強の座を賭けて童門と対峙した末に辛くも勝利。朝桐とも対決し、朝桐が「退学宣言」したことにより光嶺の掟に沿い全力以上の力を持って朝桐を圧倒。その後のエピローグでは、全力以上の力を出したことで気が晴れたのか、3年になってから長らく話すことがなかった吉岡と会話を交わしていた。
キャラクターのモデルは、ライオン。
山城邦男（やましろ くにお）
樋口派の二年生の一人。常に冷静で、敵に対しては容赦のない性格。第1話から登場するが、当時は名前が表示されていない。
危険人物やアクシデントを監視する役目を担っており、砂原や大門寺などの下級生に命令して鎮圧に当たらせていた。
朝桐については当初はなんとも思っていなかったが次第に影響力を強めていく様子を見て危険視し、仲間を集めて「朝桐潰し」を計画する。手始めにそれに反抗した瀬下を病院送りにするが、そのことが朝桐の逆鱗に触れ、逆に殴り込みをかけられる。最終的にはアジトとしていた倉庫で朝桐に直接対決を挑むが、敗北する。
自身の実力は決して低くはないものの、高圧的な言動とは裏腹に喧嘩では冴えない場面が多く、東郷、朝桐と対決した際にはどちらも一撃のもとに倒されている。
樋口への忠誠、東郷との友情は本物であり、作中終盤では勝ち目がないと理解していても3年の童門へ挑むなどの男気を見せた。
『第2章』では東郷派のNo.2となる。
仁宮（にみや）
- 通称、異名：「クレイジー仁宮」

樋口派の二年生の一人。柾木を上回る要注意人物。
過去に柾木を仕止めるために火をつけて燃やそうとしたが、逆に事故同然に自分が焼かれてしまい入院していた。
退院後、全身に包帯を巻いた痛々しい姿で復活。逆恨み同然に柾木への復讐を実行し、砂原と柾木の二人を相手に後一歩まで追い詰めるが、柾木のパンチと砂原のハイキックによるコンビネーション攻撃（ついでに朝桐&オニギリのスクーターによる駄目押し）によって、倒された。
頭上からビールラックを落とす、ナイフで目を狙うなどの非情で容赦のない攻撃が目立つが、柾木の攻撃を耐え切り、砂原をパンチで吹き飛ばすなど自身の能力も相当なものである。
方法こそ正気を疑われるようなものではあるが咄嗟の機転から仲間の窮地を救うなど、頭の回転も速い。
『第2章』では山城と異なり独立し、三年の派閥トップの1人に数えられている。
柾木の一件で退院後から暫く経っても包帯を巻いたままであり、そのまま包帯キャラとして定着した。
キャラクターのモデルは、ハイエナ。
東郷滋（とうごう しげる）
- 通称、異名：「不死身の東郷」

樋口派二年のトップ。童門に「二年最強」と評される実力者で、樋口からの信頼も厚く、彼が不在の場合は樋口派の指揮を執ることもある暴力装置的存在。山城とは一年生の頃からの友人。
美形の顔に無精髭を生やした優男だが、その正体は「不死身」と称される猛者。
高圧的な態度を取ることが多い二年の中では珍しく穏健な人格者で、「長幼の序」を信条としており、下級生である朝桐に上級生として説教する面もあれば、樋口の命令には下級生として淡々と従うドライな面もある。一匹狼であまり学校に顔を出さず、もっぱらコンビニで（なぜか1種類だけ）買い込んだ食べ物を食べている。
ひょんなことから朝桐と知り合い食べ物を分け合う仲となるが、朝桐が光嶺を騒がせている一年生と判明すると上級生として対峙。合計パンチ三発のみという短くも息の詰まる死闘の末、朝桐に倒された。その後、朝桐は「先に東郷のパンチが当たってたら自分が負けてた」「もうあんたとはいろんな意味で戦いたくない」と言っていたり、そのまた後の樋口との会話においても「（東郷を倒したものの、それでも）勝った気はしていない」と言わしめた。この一件で朝桐は「長幼の序」を少しずつ理解するようになる。
渾名に恥じない鉄壁のタフネス（朝桐を除けば、登場人物のほとんどが東郷にダメージを与えられていない）を誇り、それを盾に剛腕の一撃を見舞うという骨太な戦闘スタイルをとる。
元野球少年であり剣道経験者であるが、普段は得物を使ってケンカをすることはない。
アップリケの付いたお茶目なTシャツを好んで着ている。後にこれらのTシャツは実際にマガジン公式サイト内で販売された。
『第2章』では東郷派の長となる。
後の続編であるA-BOUT!SURFで下の名前が判明した。
国見剛 （くにみ たけし）
樋口派の二年生の一人。長身とゴツいアゴが特徴。
瀬下の仇討ちに現れた柾木と互角の戦いを繰り広げていたが、東郷が倒された途端に茫然自失してしまった。
チームイーター戦では久葉に顔面をガラスに押し割られ重傷を負う。
宗原英吾（そうはら えいご）
樋口派の二年生の一人。パーマと肥満体形が特徴。
瀬下の仇討ちに現れた大門寺と戦い、一進一退の攻防を繰り広げた。
2回目の登場以降は強敵の引き立て役が多く、チームイーター戦では久葉や康月に惨敗したり、終盤でも吉岡派1・2年のリンチに遭い気絶させられたりとろくなことがない。
松下好一朗（まつした こういちろう）
砂原軍団・幹部の一人。サングラスが特徴。砂原を崇拝しており、彼のためならどんな卑怯で汚い手も使うキレた人物。
朝桐を危険視し、トラックで轢いて重傷を負わせるが、砂原の意に反した行動を取ったということで砂原自身の手で制裁を受けることになる。
朝桐との対戦後はしばらく登場しなかったが、後に退学していたことが8巻のおまけ書き下ろしで明らかになった。
皆藤（かいとう）
砂原軍団・幹部の一人。柾木を嫌う一年の一人で柾木にやられた仲間の仇を取りにきたが、柾木に刺される。その後、彼の取り巻きと砂原軍団の一部で朝桐と柾木を襲うが逃げられる。
宗村（むねむら）
B組の生徒。皆藤の取り巻きの一人。
福地（ふくち）
C組の生徒。皆藤の取り巻きの一人。
綾瀬遥（あやせ はるか）
樋口派一年の現トップ。寿司屋でバイトをしている。抜群のスピードとトリッキーな動きが武器。
砂原が樋口派を抜けたため、樋口派一年を仕切ることになった。
寿司の出前中に朝桐と出会い、自転車が衝突して寿司が台無しになり、朝桐に寿司を握るのを手伝ってもらった（朝桐のことはそれ以前から知っていた）。そのあとで朝桐に自分は樋口派と正体を明かしたことで朝桐と対峙するが寿司屋の親方の連絡で中断。再戦時は紫と鉢合わせになり朝桐の提案でトリプルスレットで交戦。しかし途中で警官が到着したため中断。その後再々戦時は過剰な噂の影響で一年最強決定戦にまで発展してしまう。
中学時代、地域の中学全てを制圧し、総勢100人を超えるグループを仕切っていた。だが、それは強い兄の存在に焦り、力で無理に人数を増やしていただけ過ぎなかったため、チームのことをしっかり把握できておらず、それが原因で古舘に大怪我を負わせてしまった。そのためチームを背負う責任の重大さを誰よりも理解しており、気分で自分のチームを捨てた砂原をよく思っていない。
1年最強決定戦では、その砂原との意識がなくなってなお闘い続ける死闘を繰り広げた末に敗北。
『第2章』では東郷派に所属している。
古舘（ふるたち）
樋口派の一年。サングラスが特徴。砂原にかわり、綾瀬とともに樋口派一年を仕切る。作者の市川いわく、用心深い性格。
綾瀬とは昔からの友人。
中学時代、左目に大怪我を負ってしまったため、左目はほとんど見えない。
1年最強決定戦では辰巳派の鮫島を圧倒、3回戦に進出するが、闇討ちにきた吉岡の鉄パイプに被弾してしまった。
『第2章』では遥とともに東郷派に所属。

#### 童門派
童門醍吾（どうもん だいご）
- 通称、異名：「破壊王」

童門派を仕切る3年。口癖は「ああなるほどね」「ああ、○○だな」。
実力は樋口と双璧をなし、過去に自身の舎弟のバイクを盗み売った不良を片手で一撃で倒し、その際ゲームセンターにいた不良チームを全滅させたり、自動販売機を持ち上げたりするなど、野性的な猛者。しかし、三年になると誰も喧嘩を売ってこないことに退屈しており、現在はドラマ版『君町』を見ることが退屈凌ぎらしい。
一年最強決定戦では乱入した吉岡と対立し、一瞬の攻防の後に一撃で破る。
一年最強決定戦で睨みつけてきた朝桐を朝桐本人なのかよく分かっていなかったり、チームイーター編では襲撃を受けた際に勢い余って全員を気絶させてしまい情報を聞き出せなかったりと、天然ボケ気味の性格である。また、1年前に入学前の紫と風間に大きな影響を与えたように、自然と派閥の人数が増えるカリスマ性に長けているほか、朝桐ですら怯ませてしまうほどの殺気も持ち合わせる。
第一部終盤では光嶺最強の座を賭けて天知と戦い一手差で勝利。その後は樋口との壮絶な激戦の末敗北。その後に樋口と戦った朝桐の敗北後にその勇姿に免じて「Mr.ミツミネ」の称号を与えた。
キャラクターのモデルは、ローリング・ストーンズのギタリスト・キース・リチャーズ（顔だけ）。
番場玄太（ばんば げんた）
童門派の二年。天然の紫と童門の間を取り持つ中間管理職的立ち位置。二年最強と称される東郷に匹敵する実力を持つ。
『第2章』では番場派の長となる。
ジョゼ / 島村発（しまむら はつ）
童門派の二年。「ジョゼ」は仲間に呼ばせている愛称。第109話『トーフとジョゼ参戦』で登場した二人目の童門派二年。剃りこみが入った坊主頭（童門に出会ってそうなったらしい）が特徴で、サイクルスポーツを趣味にしており、前に「破壊王」、後ろに「一刀両断」の文字が入ったオーダーメイドのサイクルウェアを着用。戦闘スタイルは「カサンドラ育ち」を自称し、不意打ちに強い。瀬下によれば、童門とは同じ中学出身で、実力も折り紙付き。
チームイーター編で善戦するも、お気に入りの自転車（マウンテンバイク）を童門に壊され戦意喪失してしまった。
『第2章』では島村（ジョゼ）派の長となる。
キャラクターのモデルおよび愛称の由来は、UFCの選手ジョゼ・アルドから。
紫兵治（むらさき へいじ）
童門派の一年。ギター一本で警官10人と乱闘する猛者で、朝桐を狙う。長い手足のリーチが武器で、得意技はそれを最大限に応用した前転からのかかと落とし紫スペシャル。警官の誤認逮捕が原因で乱闘したため、登場するまで停学だった（瀬下によれば、それまで光嶺を騒がせていたらしい）。砂原軍団と交戦しようとしたが解散していたので、その原因である朝桐を襲う。途中で綾瀬が乱入したため、朝桐の提案で「トリプルスレット（1対1対1）」を行うが警官が到着したため中断。再戦を計画したが、噂に尾ヒレが付き一年最強決定戦に発展してしまう。
アフロヘアーで髭を生やし老けた顔立ちで、番場に童門より紫の方が「（外見的に）貫禄がある」と指摘されたり、朝桐からは「校長」と呼ばれている。天然ボケな性格で、喧嘩の前に昨日見た夢を思い出していたり、朝桐に「記憶が一日しか持たないのか」と言われたりとコミカルな描写が多い。
中学時代は近所の野良犬「サティスファクション」が唯一の友達であった。ある日サティスファクションが不良の車に轢かれ死んだときに童門が現れ、サティスファクションの仇を討つかのように大暴れした童門が神のように見えたことが、光嶺及び童門派に入るきっかけとなった。
一年最強決定戦では終盤に朝桐と一進一退の攻防を繰り広げたが、激戦の末に敗北。
『第2章』では島村（ジョゼ）派に所属。童門派時代の気が抜けていないのか、番場を応援している際にジョゼに突っ込まれている。
キャラクターのモデルは、伝説となったミュージシャン・ジミ・ヘンドリックス（顔だけ）。また、名前の紫兵治もパープル・ヘイズにちなんでいる（パープル→紫、ヘイズ→兵治）。
風間八尋（かざま やひろ）
童門派の一年。眼鏡をかけた短髪が特徴。“野生”を求めている。
単純な暴力で喧嘩に臨む光嶺の生徒の中では珍しく頭脳派であり、「理詰め」の戦法を得意とする。戦闘スタイルは相手の動きを見切り、死角を突くカウンター系の技を繰り出す。
中学時代、周りの人間を見下していた頃に童門と出会い、無謀にもタイマンを挑み返り討ちに遭う。この際に、現在求めている「野性」に目覚めたことがきっかけで光嶺及び童門派に加入。
一年最強決定戦で初登場。2回戦で柾木に敗れた。
中後戦の対決していた結果は敗れた。
『第2章』では番場派に所属。
キャラクターのモデルは、及川みっちー。名前の由来は、作者の好きなサッカー指導者・風間八宏から。
秋山（あきやま）
童門派の一年。垂れ目。砂原を侮辱する発言をしたために、仲間と共に駅のエレベーター内で桑村に倒された。中後の策略による樋口派と童門派の内乱騒動にて再登場するも、樋口派の一年生たちに犯人の共犯者だと逆恨みされ袋叩きにされる。
川上（かわかみ）
童門派の一年。中後の策略による樋口・童門両派閥の抗争中に登場した樋口本人に、童門のために仲間たちと共に襲い掛かるも自らは樋口のハイキックに秒殺される。

#### 吉岡派
吉岡（よしおか）
- 通称、異名：「無法者（ノールール）」

吉岡派を仕切る3年。口癖は「いいんじゃね?」。
LSDと手を組み、自身の部下とともに1年最強決定戦を強襲させる。そのわけを「吉岡派が上に行くため」と部下や童門に話したが、実際は人が傷付くのが見たいだけであるというクレイジーな性格（童門には見抜かれていた）。その性格からの意味で、童門に「光嶺で一番恐ろしい」と揶揄される。
1年最強決定戦強襲の終盤には自らも登場し、そこにやってきた童門との一騎討ちに敗れるが、すぐに平然と立ち去る。
以前は樋口とコンビを組んで旧綾瀬派に所属しており、北条を潰した一人である。
終盤の光嶺最強を決める戦いでは自分と同じく飛び入り参加してきた朝桐と対峙し、激闘の末に負けを認める。その際、朝桐に未知の可能性を感じ取ったことで体力を消耗した彼を決戦の舞台である校舎の屋上へと運んだ。
寺本（てらもと）
吉岡派の二年。吉岡に貢献し、その采配を振っている。一年最強決定戦に乱入したが、砂原に敗北した。
終盤では中後の策略に乗り童門派に成りすまして樋口派メンバーを襲っていたが、宗原をリンチしたところを砂原・柾木に目撃されて口封じを図るも、修羅場を乗り越えて成長した砂原の敵ではなく惨敗を喫する。
安河内（あかうち）
吉岡派の二年。一年最強決定戦に乱入した際に古館を狙うも、吉岡に鉄パイプの的にされてしまい倒れる。
中広（なかひろ）
吉岡派の二年。一年最強決定戦に乱入し紫と一進一退の攻防を繰り広げていたが、紫の踵落としが顔面に命中し敗れる。
終盤では中後の策略に乗り寺本らと共に樋口派を襲う。しかし砂原と柾木に暴行の現場を目撃され、彼らもリンチしてしまおうと目論むが既に成長した2人の相手にはならず完敗。
中後恭司（ちゅうご きょうじ）
吉岡派の二年。吉岡派の二年の中では卑怯ながらも最強の実力を持つ。改造スタンガンを使う。
腹黒い野心家で吉岡のことも内心では尊敬しておらず、自身が台頭する過程での要注意人物としか考えていない（吉岡も中後の本性を始めから見抜いていた）。
終盤では樋口・童門両派を対立させ混乱に乗じて自分が最強の座に近づくという狙いで童門派に成りすましての樋口派襲撃を独断で実行。この際、陰謀に気付いた風間・砂原・柾木を武器を用いた戦闘で次々に制圧し真相の露見を阻止すると共に実力を披露した。
計略の最終段階となった樋口と童門の頂上決戦では漁夫の利を得るべく舞台となった校舎に潜入し機を伺っていた。
しかしそこでリベンジのため突入していた砂原・柾木と再会。怒りに燃える彼らの敵ではなく、2人がかりとはいえ手負いの1年生に倒される屈辱を味わい計画は失敗に終わる。
『第2章』では中後派の長となる。
佐士修平（さじ しゅうへい）
吉岡派一年のトップ。オールバック。喜多島らのまとめ役で、その采配を振っている。
一年最強決定戦にてLSDと共に強襲するが、朝桐に一撃で倒された。その後は中後の案で童門派に成りすまし樋口派各員を潰して回るが、ここでも偶然通りかかった砂原と柾木に倒され任務遂行に失敗。
『第2章』では中後派に所属。
喜多島光男（きたじま みつお）
- 通称、異名：「白龍」

吉岡派の一年。和田とコンビ。坊主刈りに強面が特徴。少々短気でキレやすい。
中学時代は遥と同じ学区であったが、自身の活躍により唯一その中学は呑まれなかった経緯を持つ（本人談）。しかし、瀬下からの評価は微妙なものであり、マル危人物手帳によれば「けっこう強いがベスト10には及ばない。評価は大穴」という内容だった。
一年最強決定戦では朝桐と当たるが、朝桐はそれを反故。その上、瀬下に喧嘩を売り準備運動代わりに倒そうとするが返り討ちにあい、瀬下が二回戦突破となった。その後、吉岡の指示により和田と共に決定戦妨害を画策し、覆面部隊メンバーとなる。
覆面部隊でのコードネームはネスミス。
後に吉岡派から追放され、無派閥となった状態でチームイーター戦に飛び入り。当初は相手の規模を知るなり逃走を計るが、朝桐を助けるべく戦線に復帰。朝桐らを追う大量のチームイーターのメンバーに和田・桑村と共に立ち向かい時間を稼いだ。
キャラクターのモデルは、トシ。
和田亜希彦（わだ あきひこ）
- 通称、異名：「赤鬼」

吉岡派の一年。喜多島とコンビ。吉岡とは同じ中学の先輩後輩で、光嶺に入学し、不良になったのも吉岡に憧れていたことによるもので、元々は一般人であった。
自分がデブだと気づいていない。
特技は急に倒れ相手を騙し接近した瞬間起き上がり頭突きを食らわす「死んだフリ」。
一年最強決定戦では六田に「死んだフリ」を見切られ自爆。その後、喜多島・朝桐らと共に決定戦妨害に臨む。
覆面部隊でのコードネームはマキダイ。
後に吉岡派から追放され、無派閥（更に後、天知派預かり）のままチームイーター戦に（1度は逃げ出すものの）圧倒的少数の朝桐一行を心配し参戦。彼らを追撃せんとする多数のチームイーターメンバーを喜多島・桑村と共に迎撃して時間を稼ぐ。
キャラクターのモデルは、タカ。
須崎（すざき）
吉岡派の一年。容姿不明あるいは未登場ではあるものの、瀬下に要注意人物の1人に挙げられている。

#### 天知派
天知多聞（あまち たもん）
- 通称、異名：「恐竜」

派閥嫌いの3年で、従える子分は六田のみ。趣味は釣り。
吉岡・LSDによる一年最強決定戦強襲の際に、吉岡と童門の一騎討ちに童門の頼みで立会人を務める。
2年の頃は当時の最大派閥・井賀派の幹部であり、綾瀬派であった樋口らを差し置いて光嶺のトップ継承を最有力視されていた。
同年には他派閥の3年・西園寺を倒して「3年超え」までも果たしており、天知の不良人生は順調であるかに見えた。
しかし、皮肉にも3年生に手を出したことがきっかけで派閥からの報復を受けてしまい、天知は無事だったものの仲間を全員退学に追い込まれてしまい失脚。そのため童門からは「光嶺に愛されなかった」と評されている。
以後は完全に勢力争いから外れた立場を貫いていたが、第一部終盤にてかつての仲間達に誓った「光嶺のトップになる」という夢を叶えるべく最強決定戦に参戦する。
超高速のワンツーを武器に中学時代からのライバルである童門と戦い、その末に惜敗した。
六田正蔵（ろくだ しょうぞう）
派閥嫌いの天知に従うただ一人の一年。角刈り。地方出身で、九州弁で話す。
一年最強決定戦にて初登場。瀬下曰く「実力は二年生クラス」と噂される猛者で、一年最強決定戦の一回戦で砂原の次に勝ち抜け、二回戦で和田を圧倒するほどの実力者。
決定戦終盤では砂原と死闘を繰り広げた末、敗北。砂原もその実力を認めていた。
上京したての入学前、動物園へパンダを見に来た際、たこ焼き屋をしていた天知と出会う。ヤクザに因縁を付けられ、粗末にされたたこ焼きを一緒に拾った。その後、たこ焼きが不味いと因縁をつけ、粗末にした上、代金を払わず蔑ろにしたヤクザに「たこ焼きの代金を払え」と絡み事務所に連行されリンチされていたところを単身で殴り込みにきた天知に救出されたことがきっかけで、天知のもとで男を磨く決意をした。

#### 辰巳派
辰巳（たつみ）
浜崎らを従える3年と思われるが、未登場である。
浜崎（はまさき）
辰巳派の一年。サングラスが特徴。1巻第2話にて柾木討伐時に初登場。
「誰よりも人を殴ってきた自信がある」と語り、素早さを生かして繰り出すパンチはかすっただけでも血が出るほど。
一年最強決定戦では1回戦を同門の鮫島と共に突破するが、2回戦で紫に敗れる。
チームイーター編でも鮫島と再登場。奇襲してきたチームイーターの数名を倒し、1度は彼らから逃げ切ったかに見えたが、待ち伏せていた康月らに潰されたようである。
鮫島（さめじま）
辰巳派の一年。一年最強決定戦で古館に完敗。
チームイーター編では浜崎と2人でチームイーター数名を破り逃走を計ったが、行動を読んでいた康月らに待ち伏せされてしまう。

#### 日下部派
日下部（くさかべ）
日下部派を仕切る3年。未登場。
巻田耕治（まきた こうじ）
日下部派1年B組。仲間と共に朝桐を襲うが返り討ちにされた上、柾木も加勢してきたために敗北。その後、中後の策略により樋口・童門両派閥の抗争に発展したことに便乗して仲間たちと共に樋口派に襲い掛かるが、樋口の登場により抗争は打ち切られた。

#### 真堂派
『第2章』に登場した派閥。
真堂一輝（しんどう かずき）
真堂派を仕切る色黒の3年。蓮上高校との5対5の抗争に赴く東郷たちに異を唱えるも、中後に敗れて倒された。

#### その他
北条（ほうじょう）
詳細はチームイーターを参照。
ニット帽をかぶった生徒
本名・派閥共に不明。脇役として度々登場。
1巻では第2話で柾木討伐時に登場。
7巻では一年最強決定戦一回戦で桑村、関根、短髪頭の生徒と共に朝桐をリンチするも返り討ち合った。
8巻では第62話の桑村の回想に登場。
関根（せきね）
派閥不明。一年最強決定戦で朝桐をリンチするがドサクサに朝桐と入れ替わり返り討ちに遭う。

#### 卒業生
甲斐（かい）
去年、光嶺高校を卒業した顔役の1人。スキンヘッドと顎髭が特徴の大柄な男。趣味はパチンコ。
弟のたかしが光嶺の生徒にやられたため、その仕返しとして再び光嶺高校を訪れ、犯人の引渡しを要求する。その際に犯人である朝桐を一蹴し、砂原とも交戦するが、砂原の強さを見て遊びにならないと判断し引き上げたものの、その直後追いかけてきた朝桐に再戦を挑まれ、倒される。
現役時代は現在「帝王」とよばれる樋口と互角で、勝負がつかなかったほどの実力だった。
朝桐と樋口の会話にて、樋口曰く「朝桐に敗北したのは油断したからであり、現役時代の彼ならそれでも朝桐は勝てなかった」と言っている。
朝桐同様、料理の味にこだわりを持ち、「ジェニーズ」でジャンバラヤを注文し食した後、シェフを呼ぶように言ったりするほか、パチンコで勝つとたかしと共に遥の働く寿司屋に足を運んだりしている。
綾瀬ユーサク
綾瀬遥の兄。昨年度の光嶺の卒業生で在学中は甲斐と同じく光嶺のトップだった。
劇中で「"あの"ユーサクさん」と2・3年生から呼ばれていることから、相当な実力者であったことが示唆されている。
自身が従えている樋口・吉岡による川地率いる楷統高校と北条への討伐時の回想に名前こそ出ていないものの、樋口・吉岡の背後から現れて2人に止めを刺すことを命令したり、周囲の光嶺生徒が「さ････三年生が････」と驚愕している台詞があるため、ユーサクはこの時に初登場したことになる。
甲斐の言及によれば、弟の遥が光嶺でやっていけるか心配する旨を述べるなど弟思いなところも見られる。
井賀（いが）
去年、天知の所属していた派閥のトップ。
西園寺（さいおんじ）
去年の光嶺の派閥のトップ。天知に倒されるが、その報復として天知の仲間に手をかけて重体に追い込んだ。

#### 新入生
第2部から登場する新1年生。
依永庸平（よりなが ようへい）
新入生の一人で、第二部における裏主人公。朝桐に恨みを持つ。
中学時代は野球部に所属しており、週刊誌で「希望の星」と取り上げられるほどの強打者であり、将来を嘱望されていた。しかし、同級生に唆されて自身の中学の先輩たちに取り囲まれた（当時）肥満体の朝桐のもとに赴くが、引き返そうとしたところ、朝桐に一方的な襲撃を受けたうえ、自信をねたんでいた先輩たちに袋叩きにされ、理不尽にも「依永が悪い」と週刊誌ででっち上げられ、嘱望されていた野球人生を狂わされた。その後、少年院送致となり、出所後は朝桐に復讐するために光嶺高校に入学する。
入学直後に留年した朝桐を（腑抜けになっていたとはいえ）襲撃し、司藤らとともに朝桐争奪戦をはじめる。
最終的にはかつての同級生の言葉を通して「自分にはやはり野球しかない」として、周囲と和解する。
司藤（しとう）
新入生の一人。西中出身。茶髪が特徴。朝桐を狙う。
疋田（ひきだ）
新入生の一人。1年C組。赤中出身。サングラスをかけた大柄な男。読書をしているなど知的な面がある。
安見（あずみ）
新入生の一人。七中出身。金髪のロン毛が特徴。
阿部泰治（あべ やすはる）
新入生の一人。横中出身。肥満体型が特徴。取り巻きの友人2人を連れている。「喧嘩は体格」と考えており、当初は朝桐を見下していたが、惨敗したことで「朝桐の舎弟キャラ」にキャラチェンジをはかる。奥津たちとの対立では依永の不意打ちで重傷を負わされるも後に復帰した。実は力士になりたいという夢を持っており、同じく将来への夢を持っていた依永には思うところがあったようで、謝罪しようとした依永との件も水に流して和解した。
久高（くだか）
新入生の一人。桑村同様、坊主狩りが特徴。
金子信長（かねこ のぶなが）
新入生の一人。金持ち使い。

### 修豪高校（しゅうごうこうこう）
制服はブレザー。光嶺ほどではないにしろ不良はいるが、一年生は全員カトケンにシメられている。
オニギリ / 三角形一（みすみ けいいち）
修豪高校一年。「オニギリ」は、頭が三角オニギリに似ていることから朝桐に付けられたあだ名。
仁宮戦の際、朝桐が柾木を助けに行こうとしているときに偶然スクーターで通りかかったため無理矢理協力を強いられてしまい、偶然柾木を助けて以来、朝桐一行と関係を持つようになる。
朝桐たちと違って不良でもなんでもないごく普通の高校生で、争いごとが苦手な気弱で臆病な性格。不良とは係わり合いになることすら嫌だが朝桐のことは平気らしい。本人曰く朝桐は「怖いというよりメンドクサイ」とのこと。
11巻収録の番外編・『O-bout』では自身を主人公にしたライトノベルを描くのが趣味であることが判明。タイトルは『僕とあいつらの不思議なロマン』で、朝桐からは評価されるが、その話に出る朝桐がぞんざいに扱われたことで台無しにされた。
カトケン
修豪高校一年の武闘派コンビ・加藤一茶と志村賢太郎の2人の総称。中学時代は双方敵対関係であったが、同じ夢を持っていることを互いに知り和解して現在に至る。その際、自分たちの夢の障害となりそうな目立った不良を2人で全員シメた。ラーメン屋で、ドラマ版『君のいる町』を観て白熱していたところに朝桐と出会い、意気投合する。それ以降、朝桐たちと協力関係になり、チームイーター編にて朝桐の頼みを聞き入れ、それを前後して古井の手引きで東郷たち樋口派に加勢した。
ちなみに、『マガジン』で行われた人気投票では「カトケン」でコンビ票入りしたこともある。
加藤一茶（かとう いっさ）
- 通称、異名：「豪腕」

修豪高校一年。「カトケン」の片割れ。キャラクターのモデルは、加藤茶。
元々は北中の番長格として志村とは敵対関係だったが、入学初日に同じ夢を持つ同志として意気投合したことで親友になる。
将来の夢はロックスターで志村とともに路上ライブを続けているが、成果はイマイチ。なお、お笑いは苦手。
志村賢太郎（しむら けんたろう）
- 通称、異名：「爆撃機」

修豪高校一年。「カトケン」の片割れ。キャラクターのモデルは、志村けん。
元々は南中の番長格として加藤と敵対していたが後に和解、かけがえのない親友になる。現在は加藤とともに学校に通いつつストリートミュージシャンとして活動しており、加藤同様、歌の才能はないものの、歌に対するやる気と熱意は本物。
LSDの溜まり場に田代救出時に乗り込んだ際、降井に手を潰され、ギターを弾けなくなってしまったが、退院後はさらに下手になったものの、かるく弾ける程度にまで治った。

田城雅功（たしろ まさとし）
修豪高校一年。志村の舎弟。牡羊座・O型。キャラクターのモデルは、田代まさし。
志村の遣いとして朝桐らの前に姿を現す。光嶺の噂で聞いた朝桐をオニギリとじゃれていることから朝桐を見下し、そこから常時朝桐をバカにするような言動を取る。夢を追う一方で喧嘩から離れつつあるカトケンに内心では苛立っており、憂さ晴らしも兼ねて朝桐のネガティブキャンペーンを貼るために街中の不良に自身を朝桐と騙り「モメた相手の家の前にウ○コする」などのよからぬ噂を調子に乗ってバラまいていたが、その不良の中に朝桐を狙っていたLSDの団員がいたため、後に耳を切り落とされる重傷を負う。
喧嘩の腕はそこそこ立つようで、志村にやられる前まで一撃で倒されたことがないらしい。志村に入学式で一撃で倒されたことから彼を「殿」と呼ぶ。
LSDの一件後は、朝桐にバカにしたことを侘び、反省の意味を込めて病院内で朝桐に自ら望んで殴られるが、殴られた拍子に窓から落下してしまい、更なる重傷を負い朝桐と同室に入院するハメになった。

### LSD
正式名称「ルナティック・セブン・ドアーズ」。代表・志摩田を筆頭に、副代表：津野・丘下による派閥で構成されている。なお、本作の単行本の装丁が「SHIMADA HIDEAKI + OKASHITA YOHEI（L.S.D.）」または「SHIMADA HIDEAKI & DAIJU ASAMI（L.S.D.）」となっており、チーム名とメンバーの名前の由来が暗に示唆されている。
志摩田英秋（しまだ えいしゅう）
LSDの代表。チームの采配を振るい、他の不良グループの情報を仲間に教えたり、チーム屈指の実力を持つ降井の提案を受け入れるほどの柔軟性も持ち合わせている。自身の実力は未知数で、劇中では自らが戦う場面は最後まで描かれなかった。
丘下陽平（おかした ようへい）
LSD副代表の一人。降井を配下に持つ。
LSDを光嶺と同等なレベルの不良組織にすることを目論んでいたが、降井に感化されて光嶺制圧計画に変更し、数を頼りに朝桐一行に奇襲を仕掛ける。 LSDを「統制された狼の群れ」だと豪語して朝桐らを戦闘不能に追い込んだが、光嶺の看板を守るために駆けつけた、自分達より多い人数の光嶺生徒に包囲され一転して窮地に陥り指揮が完全に崩壊。最終的には樋口のハイキックを顔面に浴び、一撃で気絶させられてしまった。
降井拓也（ふるい たくや）
LSDのルーキー。もと光嶺の生徒で、東郷や山城たちとは同級生。
LSDでも特に高い戦闘力を持つ武闘派で、ボクシングの使い手。LSDの勢力拡大に大きく貢献する。元々はいじめられっ子だったが、あるとき自殺を試みたことで死生観が一変して凶暴な性格となり、自分をいじめていた生徒・徳武に復讐を果たした。光嶺在学当時は、光嶺OBや二年生相手にも勝ち星を上げており、戦績は朝桐と互角。光嶺をLSDの傘下に収めることを狙い、朝桐と死闘を繰り広げた末に倒される。この敗北を機に徳武と和解し、チームイーター編で再登場。利害関係の一致から東郷らと共闘して150人を超えるチームイーターを撃退した。1年生編ラストでは朝桐が退学するとの噂を聞きつけ光嶺に現れ、ギャグ描写ではあったもののリベンジを果たす。
キャラクターのモデルは、レッド・ホット・チリ・ペッパーズのベーシスト・フリー。
徳武（とくたけ）
降井の手下。中学時代に降井をいじめていたが、自殺未遂がきっかけで豹変した降井の逆襲に遭い立場が入れ替わった。その拍子に顔中に降井につけられた傷がある。以降は奴隷同然に扱われていたが、朝桐に倒される降井を眼前に友情に目覚め対等の関係になる。その後は降井の相棒のような存在として度々再登場している。
津野正明（つの まさあき）
LSD副代表の一人。左頬に縦一線の傷があるのが特徴。光嶺に手を出そうとする降井の行動に危機感を覚えている。降井が敗北したのちに光嶺の吉岡と結託して桜田らに一年最強決定戦の襲撃を指示する。
桜田（さくらだ）
LSD別支部の幹部。強面と褐色肌が特徴。
吉岡派と手を組んで一年最強決定戦に乱入。朝桐を金属バットで倒そうとしたが、朝桐に「降井より弱い」と言われ朝桐に連打で一方的に倒された。

### 楷統高校（かいとうこうこう）
物語開始時の約1年前に光嶺と抗争を繰り広げていたが、樋口・吉岡を擁する旧綾瀬派を中心とした光嶺の圧倒的な数と力により敗北し、それ以来は光嶺の傘下あるいは影響下にあるとされる高校。制服はブレザー。
川地謙隆（かわじ けんりゅう）
楷統高校のトップである三年生。パンチパーマと太い眉毛、垂れ目の強面が特徴。
二年生の時点で楷統のトップに君臨した希代の男。北条とは過去の抗争以来の親友だが、北条が樋口の一件で消息をたった後は連絡を取っていない。また、川地もその事件に関わっていた。そのことから「北条に合わす顔がない」「帰ってきても俺のところには連絡は来ない」と柾木・砂原に言っている。
その真相は北条に対する裏切りであり、かつて北条を擁して光嶺に反旗を翻し敗れた際に樋口から提示された「北条を潰せば楷統の生徒は見逃す」という旨の条件を呑んだことに起因する。これによって樋口は光嶺のメンツを、川地は楷統を守ったが北条は全てを失ってしまった。チームイーター編終了時には久葉を介して伝えられた北条の言葉によって、間接的ではあるが和解したようである。
康月（こうづき）
楷統高校二年。「御三方」の一人。リーゼントが特徴。清原・周防と共に各二年を仕切る。
川地に対して見下したような態度をとっている。また、自分たちの後輩を倒した朝桐に対して「ウチのメンツを潰したことは覚えとけ」と威圧をかける。
砂原を片腕で持ち上げ、宗原を軽々と放り投げる程に腕っ節が強く、不意打ちも辞さない狡猾さを併せ持つ。しかし、東郷と対戦した際は全く相手にならず惨敗を喫した上に、圧倒的多数で樋口派を囲みながら返り討ちに遭うという醜態を晒した。
キャラクターのモデルは、ルパン三世。
清原（きよはら）
楷統高校二年。「御三方」の一人。目を隠すように巻いたバンダナと顎ヒゲが特徴。
康月と交戦中の東郷を背後からバイクで轢くという卑劣な手段を取ろうとするも、これに気付いた綾瀬のハイキックに倒れた。
キャラクターのモデルは、次元大介。
周防（すおう）
楷統高校二年。「御三方」の一人。トゲトゲの長髪と釣り上がった目つきが特徴。
バットを得物としており、東郷を相手に善戦したものの最後は木刀を囮にしたパンチ一撃の下に敗れる。
キャラクターのモデルは、石川五ェ門。
菊田（きくた）
楷統高校一年。桑村とは同じ中学で元ライバル同士。オールバックに大きい顎が特徴。朝桐の噂を知っており、彼の実力を一目置いている。川地を心底から慕っている唯一の生徒であり、ほとんどの生徒がチームイーターに寝返った際にも自らのみ川地のそばにいた。
『君町』のファンでもあるらしく、柚希派。カラオケ店を経営する自身そっくりな兄がいる。
斉木（さいき）
楷統高校一年。長髪が特徴。光嶺に対して高圧的な態度を取り、その生徒である朝桐に対して小突いたが、朝桐・桑村により仲間共々全滅させられた。

### チームイーター
文字通り、「チーム喰い」そのものを意味する不良グループ。他のチームを壊滅させ、その仲間を飲み込み、メンバーに加える。元は名無しのチームだったが、噂で流れた「チームイーター」の通称を久葉が気に入り、それを採用して公称するようになった。メンバーの大半が北条とのタイマンを通して加わっているため、北条達への忠誠心は高い。
久葉有八（きゅうば ゆうや）
チームイーターのボス。北条と共に光嶺制圧を目論む。右頬に縦一線傷がある。
かつて率いていたチーム仲間の罪を被って入所した少年院で北条と出会い意気投合する。出所後は自動車整備工場で働いていたが、仲間であった梶井らにバカにされ、後から出所した北条と共に梶井らを殲滅した。その後は現在の「チームイーター」を結成。
口癖は「俺が怖くないのか」で、相手に絶望的な実力差による恐怖を与えて蹂躙することを好む。
樋口とは2度対戦し、1度目は警察の到着で中断するまで互角の勝負を繰り広げた上に、隠し持っていたナイフで腹部を刺し入院に追い込む。チームイーターのアジトで対戦した2度目は再び実力伯仲の展開の末に敗れ去ったが、この際に傷口が開いた樋口は直後意識を失い、北条の狙いの一つであった樋口個人に対する復讐が実現した。
抗争終結後は北条の入院する病院で川地と面会し、北条の言葉を彼に伝えて三者ともに和解した。
北条（ほうじょう）
柾木と砂原の兄貴分だった男。振り仮名が振られていないが、下の名前は「祐樹」。実力者でありながらもそれを鼻にかけず、支配や勝負事にこだわらないマイペースな性格。砂原達の憧れの存在だったが、圧倒的な数の手下を引き連れた樋口に屈服し、それ以後行方不明となる。この一件以降、砂原と柾木は袂を分かつことになった。
ある日、左目の横に縦一線の傷跡がついた状態で町に帰郷。公園で朝桐と出会い意気投合し、菊田・兄とカラオケする中で朝桐が柾木と砂原のことを話したのを機に、その2人との再会を果たす。
その時の北条は既に変貌しており、チームイーターのボスとして光嶺の敵側になっていた。樋口に潰された後、経緯は不明だが少年院に入って久葉と出会い、出所後に「チームイーター」を結成。徐々に勢力を拡大し、樋口討伐および光嶺制圧に臨んだ。
かつて川地とは親友だったが、1年前の楷統との抗争で敵である川地一派に味方したことで、樋口と吉岡の数による勢力と対峙し敗北を喫した。この際に見せしめとして川地に裏切られ、メンツだけでなく友情や勢力までも失ってしまう。
帰郷した前後、川地を倒し楷統の幹部をチームイーターに引き込んだ。今度は自身が圧倒的な数の力で光嶺を駆逐して3年生を前線へと引きずり出し、久葉が負わせた傷から大量出血をしたことによる意識喪失という形で直接は戦えなかったものの樋口を倒すことに成功する。しかし、樋口の代役として挑んできた朝桐を圧倒しつつも彼に「（かつて朝桐のように派閥等に捉われず自由に生きた）自分のもう一つの可能性」を感じたことで負けを宣言し抗争に終止符を打った。
劇中では脳動脈瘤を示唆するような病気を患っている描写があるが、久葉たちには黙っていた。朝桐は頭部を狙わなかったため、一命は取り留めた。退院後は再会を望む言葉を残した後、舎弟の証であるボンタンアメを残してその場を去っていった。
小見山藤村（こみやま とうそん）
チームイーター・幹部の一人。18歳。通称「流星の小見山」。自称「小見山流拳法」の使い手。
樋口の居場所を嗅ぎつけ、メンバーを率いて居合わせた朝桐もろとも潰そうとしたが朝桐に石つぶて一発で倒されるという屈辱を味わった。直後に警察が到着したため撤退し、再登場時は康月・清原・周防を含む150人という大軍団で樋口派の殲滅を図った。計画は順調であったが、朝桐から連絡を受け救援に向かった修豪1年陣に加えてLSDが乱入してきたことにより形成が逆転。自身は志村と「小見山流拳法」を駆使して対決しようとするも加藤に不意打ちを受け敗れる。
抗争終結後、愛犬ポーカーフェイスの散歩中に朝桐、カトケンと再会してしまう危機を迎えたが、誰も小見山のことを覚えていなかった上に志村の小学校時代の親友・サイトーと間違われる。その時に志村に「口癖だったギャグを披露してくれ」と言われ、苦し紛れに「俺はサイトーじゃねえぇーッ!!」と叫んでしまったが、そのセリフが偶然にもサイトー本人のギャグだったために、志村に本物と確信され遊びに付き合わされる。後に朝桐と再び対決するハメになるが、偶然にも朝桐がドジを踏み自滅したことで勝利。挙句の果てにはカトケンのバンドに入れられてしまうなど、散々な目に遭う。
キャラクターのモデルは、レディー・ガガ。この設定は単行本の書き下ろしにて付け加えられた。
康月・清原・周防
詳細は楷統高校を参照。
坂上（さかがみ）
元・RAZZO（ラッツォ）のメンバー。キツネ目が特徴。LSDにパイプを持つ。自身のチームのリーダー・稲富（いなとみ）が北条に病院送りにされた後、北条に心酔して仲間たちと共に稲富と「RAZZO」を捨て、チームイーターに加入する。
チームイーターの情報を入手しようと探りを入れてきた降井を潰そうと奇襲を仕掛けるが、降井と乱入してきた東郷に仲間共々倒される。
その後、仲間たちと共に桑村、喜多島、和田と交戦しようとしたところ、登場した吉岡に全滅させられる。
山田兄弟（やまだきょうだい） / 山田ケンイチ&山田ケンジ
チームイーターのメンバーである双子の兄弟。地元では「悪魔の双子（デビルツインズ）」と呼ばれているらしい。
朝桐が樋口と対談している際に襲い掛かるも、2人に秒殺される。
錦野（にしきの）
元・ブラックドッグのメンバー。大柄な体型が特徴。太いパイプを獲物とする。周囲から「手が付けられない」ほどの強さを持ち、康月からも信頼されている。康月から「朝桐を倒せば北条に手柄を立てられる」と言われ、仲間とともに朝桐を迎え撃つ。しかし、朝桐の「5秒で倒す」という挑発に乗ってしまい、パイプを振り下ろすも、朝桐に回避されてパイプを奪われて秒殺された。この敗北を「油断が原因」と野木に酷評される。
野木（のぎ）
チームイーターのメンバー。長髪と髭面が特徴。仲間たちと共に朝桐一行に立ち向かうが、朝桐、砂原、瀬下のスリーステップの連係プレイに敗れる。
赤石（あかいし）
チームイーターのメンバー。黒目と円状の髪型が特徴。自身の仲間に手を出した野木とは不仲。朝桐一行を仲間たちと共に迎え撃つ。関節技を特技としており、朝桐の左腕に技をかけるも、朝桐の「メチャクチャな」反撃に倒される。しかし、朝桐の腕にダメージを与えることには成功している。

### 蓮上高校（れんじょうこうこう）
『第2章』に登場した高校。例年、新年度が始まる時期は複数の高校やチームが光嶺への下剋上を果たそうと抗争を仕掛けてくるのが風物詩となっていたが、それらの高校やチームを全て潰したうえで光嶺へ宣戦布告する。
金子統昭（かねこ のぶあき）
蓮上高校の頭で、通称「モモ」。金子信長の実兄。
弟とは異なり喧嘩も強く、仲間たちとの結束も非常に強い。朝桐とは互いの正体を知る前では意気投合している。
光嶺に代わる存在になろうと目論んでおり、一帯の高校やチームを潰した。それを受けた光嶺の三年たちが集まった際に光嶺へ乗り込み、そこでは袋叩きにされるが、すぐに復帰したうえに5対5の代表戦を仕掛ける。
かつて信長を庇ってリンチに遭った経験があり、そのこと自体は誇りに思っているものの、それ以上に強烈な屈辱を味わったらしく、信長のことは遠ざけている。その信長が対話をしに蓮上へ乗り込んだ際は容赦なく仲間たちに潰させている。しかし、本心では不良としての才能がない信長のためを思うがために敢えて遠ざけていただけだった。
光嶺との抗争では三年たちを前線に出すも、東郷に4人抜きされたうえに別口で乗り込んで来た朝桐とタイマンとなる。一度は倒されたがすぐに立ち上がり、今度は意地を見せに来た信長と戦う。当初は圧倒的な実力差で一蹴するも、それでも倒れずに向かってきた信長を目の当たりにし、弟の成長を喜ぶとともに自身の過ちを認めた。その後は朝桐と改めて戦うが敗北したことで抗争にも敗北した。それでも自身を慕ってくれる仲間たちの後押しもあって再起を誓い、抗争後は事故による火災で勾留された朝桐に保釈金を出して釈放させている。

### その他
甲斐たかし
甲斐先輩の弟。物語開始時に仲間と共に公衆便所で一人の少年にカツアゲを行っていたが、朝桐に倒される。
その後は朝桐と和解したのか、劇中で兄と共に遥の働く寿司屋で朝桐と再会した際に街中での朝桐の評判を教えたりしている。
ニセモノ軍団
森三高の生徒。光嶺の柾木、砂原、瀬下を自称する三人組。それぞれ「ゼーレ万歳」「過剰包装」「哀・戦士」の文字が書かれたTシャツ、タンクトップを着用。ニセ瀬下の本名は「大島（おおしま）」。
本人たちだと知らず、海に日焼けにやってきた朝桐一行にカツアゲを仕掛けてしまい返り討ちに遭う。その後、逆恨みを起こして手下の中学生たちとともに朝桐に復讐しようとするが、またも返り討ちに遭う。さらに番外編ではオニギリにカツアゲを仕掛けた際にオニギリが言ったチーム名を、朝桐たちのだとは知らずに大笑いしたことで再三朝桐一行に倒される。
キャラクターのモデルは、森三中。また、3巻で「村上」と名前が出ているが、ニセ柾木とニセ砂原のどちらの名前かは不明である。
右近修一（うこん しゅういち）
大門寺の勤め先である「ジェニーズ」にいたマナーの悪い客で、チンピラのリーダー格。鋭い目つきと太い眉毛が特徴。自称「19年間無敗」。
大声で大笑いするなどの迷惑行為をしていたところを、ジェニーズの店長の指示を受けた大門寺に注意される。だが、反発して未成年であるにもかかわらずビールを持ってくることを強要するも、仲間の一人が吸っていたタバコの火を素手の指先で消された上で脅されるように注意されて店を出る。その直後、逆恨みを起こして大門寺を見下し、「店から慰謝料を取る」と脅してリンチしようと目論むが、そのことを察知した瀬下に喧嘩を売られ、仲間ともども全滅させられる。
ハナノアナの妹
瀬下の妹。瀬下と顔が瓜二つであるため、これまでに2度、朝桐に瀬下本人と間違えられた。
その容姿は東郷も絶句するほど。
ハナノアナの母
瀬下の母。妹同様瀬下本人にそっくりで、柾木も絶句し、すぐさま本人か確かめるために砂原に連絡したほど。
8巻のおまけ書下ろしでは覆面部隊となった朝桐たちを不審者と思い、通報した張本人。
菊田（兄）
楷統高校の菊田の兄で、カラオケ店の雇われ店長的な存在。20歳。
容姿は弟そっくりで口ひげを生やしている。
瀬下が志村のギターを弁償するように促された朝桐がバイトを探していた際に出会う。安自給で雇い、朝桐を「真之輔」と下の名前で呼ぶ（作中で呼んだのは菊田・兄が初めてである）。
梶原（かじわら）
童門の中学時代の教師。喧嘩沙汰を起こす童門に手を焼いていたが、同時によき理解者でもあった。しかし、童門が喫煙したことで1週間の停学処分を言い渡した。
キャラクターのモデルは、Krush所属のキックボクサーでミュージシャンでもある梶原龍児。また、そのときに童門の周りにいた生徒の中にもKrushの選手・卜部弘嵩や一輝、山崎秀晃、また、ナオキックなどがモデルとなっている。

## 単行本
- 市川マサ 『A-BOUT!』 講談社 〈講談社コミックス〉、全19巻

| 巻数 | 初版発行・発売日 | ISBN              | 表紙                                     |
| ---- | ---------------- | ----------------- | ---------------------------------------- |
| 1    | 2010年3月17日    | 978-4-06-384273-9 | 朝桐真之輔                               |
| 2    | 2010年5月17日    | 978-4-06-384305-7 | 朝桐真之輔                               |
| 3    | 2010年7月16日    | 978-4-06-384337-8 | 朝桐真之輔、瀬下聖矢                     |
| 4    | 2010年9月17日    | 978-4-06-384368-2 | 朝桐真之輔、柾木千春                     |
| 5    | 2010年12月17日   | 978-4-06-384423-8 | 朝桐真之輔、砂原竜介                     |
| 6    | 2011年2月17日    | 978-4-06-384451-1 | 東郷、樋口                               |
| 7    | 2011年4月15日    | 978-4-06-384478-8 | 砂原竜介、柾木千春                       |
| 8    | 2011年6月17日    | 978-4-06-384510-5 | 朝桐真之輔、砂原竜介、柾木千春、桑村勝夫 |
| 9    | 2011年8月17日    | 978-4-06-384537-2 | 朝桐真之輔                               |
| 10   | 2011年11月17日   | 978-4-06-384583-9 | 朝桐真之輔、大門寺裕次郎、桑村勝夫       |
| 11   | 2012年1月17日    | 978-4-06-384617-1 | 砂原竜介、柾木千春、北条祐樹             |
| 12   | 2012年3月16日    | 978-4-06-384647-8 | 砂原竜介、柾木千春                       |
| 13   | 2012年5月17日    | 978-4-06-384675-1 | 童門醍吾、番場玄太、紫兵治、風間八尋     |
| 14   | 2012年7月17日    | 978-4-06-384708-6 | 北条祐樹                                 |
| 15   | 2012年9月14日    | 978-4-06-384738-3 | 朝桐真之輔                               |
| 16   | 2012年12月17日   | 978-4-06-384785-7 | 樋口、童門醍吾、吉岡、天知多聞           |
| 17   | 2013年2月15日    | 978-4-06-384814-4 | 朝桐真之輔、吉岡                         |
| 18   | 2013年4月17日    | 978-4-06-384848-9 | 樋口、童門醍吾                           |
| 19   | 2013年6月17日    | 978-4-06-384880-9 | 朝桐真之輔                               |

- 市川マサ 『A-BOUT!!〜朝桐大活躍編〜』 講談社 〈講談社コミックス〉、全5巻

| 巻数 | 巻数 | 初版発行・発売日 | ISBN              | 表紙                 |
| ---- | ---- | ---------------- | ----------------- | -------------------- |
| 1    | 1    | 2013年9月17日    | 978-4-06-394935-3 | 朝桐真之輔           |
| 2    | 2    | 2013年12月17日   | 978-4-06-394972-8 | 朝桐真之輔、依永庸平 |
| 3    | 3    | 2014年2月17日    | 978-4-06-395015-1 | 朝桐真之輔、金子信長 |
| 4    | 4    | 2014年4月17日    | 978-4-06-395056-4 | 朝桐真之輔、金子統昭 |
| 5    | 5    | 2014年6月17日    | 978-4-06-395110-3 | 朝桐真之輔           |

- 市川マサ 『A-BOUT! SURF』 講談社 〈講談社コミックス〉、全5巻

| 巻数 | 巻数 | 初版発行・発売日 | ISBN              |
| ---- | ---- | ---------------- | ----------------- |
| 1    | 1    | 2021年9月22日    | 978-4-06-525069-3 |
| 2    | 2    | 2022年1月21日    | 978-4-06-526642-7 |
| 3    | 3    | 2022年4月21日    | 978-4-06-527621-1 |
| 4    | 4    | 2022年8月23日    | 978-4-06-529038-5 |
| 5    | 5    | 2022年11月22日   | 978-4-06-530198-2 |

## ソーシャルゲーム
A-BOUT! 最強決定戦!!
2013年5月7日にサービス開始。不良学校「光嶺高校」に転向してきた主人公は、朝桐真之輔や砂原竜介などお馴染みのキャラクターとともに原作の世界を探索しながら、集めたカードを強化・進化させ、最強を目指す。2014年4月7日サービス終了。